# 1. FC Lokomotive Leipzig
1. FC Lokomotive Leipzig je njemački nogometni klub iz Leipziga, Saska. Natječe se u Regionalliga Nordost, četvrtom rangu njemačkog nogometa.

## Povijest
Klub je osnovan 1896. godine kao VfB Leipzig. Nakon završetka Drugog svjetskog rata klub su, kao i većinu drugih organizacija u Njemačkoj, rasformirale savezničke vlasti. Godine 1946. mijenja ime u SG Probstheida. Nakon toga je kratko igrao pod imenima BSG Erich Zeigner Probstheida i BSG Einheit Leipzig Ost, prije nego što se 1954. godine spojio sa SC Rotation Leipzig. 1963. godine SC Rotation Lepzig i SC Lokomotive Leipzig su spojeni i osnovan je novi klub SC Leipzig.

### Ime kluba kroz povijest
| Godina        | Ime                      |
| ------------- | ------------------------ |
| 1896. – 1946. | VfB Leipzig              |
| 1946. – 1954. | SG Probstheida           |
| 1946. – 1963. | SC Rotation Leipzig      |
| 1963. – 1965. | SC Leipzig               |
| 1965. – 1991. | 1. FC Lokomotive Leipzig |
| 1991. – 2004. | VfB Leipzig              |
| 2004. – danas | 1. FC Lokomotive Leipzig |

## Uspjesi

### Domaći uspjesi
Prvenstvo Njemačke:
- Prvak (3): 1903., 1906., 1913.

Verband Mitteldeutscher Ballspiel-Vereine:
- Prvak (11): 1903., 1904., 1906., 1907., 1910., 1911., 1913., 1918., 1920., 1925., 1927.

DDR-Oberliga:
- Finalist (3): 1967., 1986., 1987./88.

Gauliga Sachsen:
- Finalist (1): 1939.

### Europski uspjesi
Kup pobjednika kupova:
- Finalist (1): 1986./87.

Intertoto kup:
- Prvak (1): 1965./66.
- Finalist (1): 1964./65.

## Vanjske poveznice
- Službena web stranica